# Сайгак (позашляховик)
«Сайгак» — назва оголошеної міністерством оборони України в березні 2021 року дослідно-конструкторської роботи з вибору нового багатоцільового автомобіля на заміну УАЗ-469 та УАЗ-452.

## Історія
1 березня 2021 року міністерство оборони України оголосило конкурс на розроблення багатоцільового автомобіля, що замінить радянські УАЗи. Для цього було відкрито дослідно-конструкторську роботу (ДКР) «Сайгак», яку мають здійснити у першій половині 2021 року за кошти виконавців.
За інформацією Міноборони 18 березня 2021 року в установчій нараді, щодо відкриття ДКР, братимуть участь шість компаній та організацій:
- Товариство з обмеженою відповідальністю «Протект Інжиніринг» — раніше пропонувала автомобілі відомі як Богдан-2251, Богдан-2351, Богдан-КМ-450, Богдан-3351 та Богдан-3355[3].
- Товариство з обмеженою відповідальністю «ВІДІ ЮНІКОМЕРС»
- Товариство з обмеженою відповідальністю «Українська бронетехніка» (виробник «Варта» та «Новатор»)
- Товариство з обмеженою відповідальністю, «Конструкторсько-виробниче підприємство „СИНЕРГІЯ“»
- Відкрите акціонерне товариство «УКРАВТОБУСПРОМ» (розробник вітчизняних автобусів для різних торгових марок)
- Міжнародний аналітичний центр права «НГО МАЦП»

Очікується, що до 1 липня учасники виконають наданий їм перелік умов та повідомлять про це Департамент військово-технічної політики, розвитку озброєння та військової техніки Міністерства оборони.
В середині травня 2021 року виданню «Defense Express» стало відомо, що в рамках ДКР «Сайгак» було розроблено тактико-технічне завдання для заміни УАЗ-ів. Зокрема відомо, що новий легковий автомобіль підвищеної прохідності має бути придатний для забезпечення службової діяльності осіб командного складу; перевезення особового складу та вантажів; буксирування причепів; створення спеціалізованих та спеціальних машин; виконувати функції за призначенням у зонах помірного клімату у будь-яку пору року при експлуатації у гірській, лісовий та степовій місцевостях, по всіх видах доріг і бездоріжжю.
Основними перевагами автомобіля «Сайгак» над УАЗ має стати використання сучасної дизельної силової установки, впровадження сучасного повного приводу, використання сучасних захищених колісних рушіїв, збільшений ресурс до капітального ремонту, значніші гарантійні зобов'язання.
Учасники конкурсу мають доопрацювати свої автомобілі та представити їх на випробування до 1 вересня 2021 року.
Після ознайомлення з тактико-технічним завданням дослідно-конструкторські роботи по темі легкового автомобіля підвищеної прохідності для Збройних сил України погодилися продовжити п'ять приватних компаній:
- ТОВ «ВІДІЮНІКОМЕРС» (Підрозділ мережі автосалонів, який створює спецмашини на базі іноземних зразків);
- ТОВ «ПРОТЕКТІНЖИЮРИНГ» (Компанія, що пропонує до реалізації в тому числі військову продукцію корпорації «Богдан»);
- ТОВ «Українська бронетехніка» (розробник та виробник авто сімейства «Варта» і «Новатор»);
- ТОВ «Конструкторсько-виробниче підприємство „СИНЕРГІЯ“» (компанія створена в 2020 колишнім керівником «Української бронетехніки» Олександром Кузьмою, на сайті якої є проекти БТР, авто, баггі та інших колісних платформ);
- ВАТ «УКРАВТОБУСПРОМ» (Компанія зі Львова, яка дотепер займалася проектуванням міських та приміських автобусів).

Міжнародний аналітичний центр права «НГО МАЦП» відмовився від подальшої участі в цьому проєкті.
Станом на листопад 2021 року Міністерство оборони не розробило технічного завдання відповідно до якого, учасники тендеру мали б розробити дослідні зразки

## Пропозиції
«Українська бронетехніка» першою представила свій прототип для армійського конкурсу ДКР «Сайгак». Це автомобіль на базі серійного шасі Toyota Hilux, доопрацьований під вимоги Міноборони. Даний варіант був створений спільно з чеською компанією Glomex.